# Euridice (figlia di Pelope)
Euridice (in greco antico Εὐρυδίκη) conosciuta anche come Lisidice od Anasso è un personaggio della mitologia greca da cui discende Eracle.

## Mitologia
Era figlia di Pelope e di Ippodamia e sposò il re di Micene, Elettrione, da cui ebbe la figlia Alcmena ed i figli Anfimaco e Archelao.